# Basta Fidel
Basta Fidel je česká kapela hrající ska (ovlivněné však mnoha dalšími styly, například rocksteady, jazz, arabské motivy). Basta Fidel částečně vychází ze zaniklé kapely Fidel Castro (hrající v letech 1997–2003), z níž zůstali dva saxofonisté, kytarista a bubeník. Kapela se svým specifickým stylem prorazila i v zahraničí.

## Diskografie

### Fidel Castro
- 2001 Fidel Castro (demo)
- 2002 Had má více těl nežli rukou

### Basta Fidel
- 2006 Plezír
- 2010 Fu